# The Hunter (Mastodon)
The Hunter è il quinto album dei Mastodon, uscito il 27 settembre 2011. L'album è stato registrato sotto la produzione di Mike Elizondo (il quale produsse album anche per Fiona Apple, 50 Cent, Alanis Morissette, Avenged Sevenfold e Maroon 5).
The Hunter è il secondo non-concept album dei Mastodon (il primo fu Remission). Questo è anche il primo album dei Mastodon senza collegamenti ad un elemento classico.
La canzone Spectrelight è stata registrata con la collaborazione di Scott Kelly, cantante e chitarrista dei Neurosis.

## Tracce
1. Black Tongue
2. Curl Of The Burl
3. Blasteroid
4. Stargasm
5. Octopus Has No Friends
6. All The Heavy Lifting
7. The Hunter
8. Dry Bone Valley
9. Thickening
10. Creature Lives
11. Spectrelight
12. Bedazzled Fingernails
13. The Sparrow
14. The Ruiner (presente nella Deluxe Edition)
15. Deathbound (presente nella Deluxe Edition)

## Formazione
- Troy Sanders - voce, basso
- Brent Hinds - voce, chitarra
- Bill Kelliher - chitarra, voce
- Brann Dailor - batteria, voce

## Classifiche
| Paese  | Posizione raggiunta |
| ------ | ------------------- |
| Italia | 55                  |